# Les Moonves
Leslie Roy Moonves (Nueva York, 6 de octubre de 1949) es un ejecutivo de medios estadounidense. Se desempeñó como presidente y director ejecutivo de CBS Corporation hasta 2018, tras dimitir debido a 12 denuncias por acoso sexual. Anteriormente, Moonves fue copresidente y codirector de operaciones de Viacom, Inc., el predecesor de CBS Corporation, desde 2004 hasta que la compañía se dividió, el 31 de diciembre de 2005. Antes había ocupado varios puestos ejecutivos de la CBS desde julio de 1995. Moonves también fue director de ZeniMax Media desde 1999.

## Infancia y juventud
Moonves nació en una familia judía en la ciudad de Nueva York. Hijo de Josephine (Schleifer) y Herman Moonves. Creció en Valley Stream, Nueva York. Asistió al Valley Stream Central High School y fue a la Universidad de Bucknell, donde se graduó en 1971. Después de graduarse se mudó a Manhattan para comenzar una carrera como actor sin mucha suerte. Por ello, decidió cambiar al mundo de los negocios televisivos.

## Carrera laboral
Moonves obtuvo muy pronto su primera experiencia en la alta dirección. Estuvo a cargo de la programación de pago por cable de 20th Century Fox Television. Otro cargo que ocupó en 20th Century Fox Television fue el de vicepresidente de películas y miniseries. También fue vicepresidente de desarrollo en Saul Ilson Productions (asociada a Columbia Pictures Television) y un ejecutivo de desarrollo de Catalina Productions.

### Lorimar Television y Warner Brothers Television
Moonves comenzó a trabajar en Lorimar Television en 1985 como ejecutivo a cargo de sus películas y miniseries. En 1988 se convirtió en jefe de asuntos creativos. De 1989 a 1993 fue Presidente de Lorimar. Luego, en julio de 1993, fue elegido presidente / CEO de Warner Bros Television, cuando Warner Bros y Lorimar Television estaban asociadas. Mientras ocupaba este puesto, la cadena estrenó la serie de éxito mundial Friends.

### CBS
Comenzó en la CBS en julio de 1995 como presidente de CBS Entertainment. A partir de abril de 1998 hasta 2003 fue Presidente y CEO de CBS Television. Luego fue ascendido a Presidente y CEO de la CBS en 2003. Está a cargo de todas las operaciones de la empresa, incluyendo la cadena de televisión CBS, The CW (una empresa conjunta de la CBS Corporation y Warner Bros. Entertainment), CBS Television Stations, CBS Television Studios, CBS Television Distribution, Showtime, de CBS Radio, CBS Records, CBS Outdoor, Simon & Schuster, CBS Interactive, CBS Consumer Products, CBS Home Entertainment, CBS Outernet y CBS Films. Durante este tiempo CBS se ha convertido en la cadena de televisión más vista de Estados Unidos.
Algunos de los grandes éxitos de la cadena han sido, entre otros, CSI y Survivor. La cadena tenía seis de los diez programas más vistos en horario estelar en el último trimestre de 2005: CSI, Without a Trace, CSI: Miami, Survivor: Guatemala, NCIS, y Cold Case.
En febrero de 2005, Moonves fue uno de los ejecutivos directamente responsables de cancelar Star Trek: Enterprise y del final de la serie Star Trek, tras 18 años en antena.
El 28 de febrero de 2006, Moonves presentó una demanda de 500 millones de dólares contra Howard Stern por no revelar los detalles de su contrato firmado con la radio por satélite Sirius, mientras seguía trabajando en Infinity Broadcasting. Stern prometió dar batalla contra esa demanda y afirmó en su programa de radio que Moonves y la CBS estaban tratando de "intimidarle" a él ya su agente, Don Buchwald. Posteriormente, Stern apareció en el programa de la CBS "Late Show with David Letterman", en el que llevaba una camisa burlándose de Leslie y de su esposa. El 7 de junio de 2006, Stern anunció que la demanda había sido resuelta. Como parte del acuerdo, Sirius adquirió los derechos exclusivos a todas las cintas WXRK (más de dos décadas de shows) por $ 2 millones.
Moonves es considerado como el segundo director mejor pagado en 2013, ya que gana 58,8 millones de dólares al año.

### ZeniMax Media
Moonves ha sido miembro de la junta directiva de ZeniMax Media desde su fundación en 1999, junto a su amigo y presidente de ZeniMax, Ernest Del.

## Vida personal
En 1978 se casó con Nancy Moonves Wiesenfeld, con quien tiene tres hijos. En abril de 2003, Nancy Moonves solicitó el divorcio en la Corte Superior de Los Ángeles, citando diferencias irreconciliables. Nancy y Leslie Moonves ya vivían separados.
En 2004, a pesar de que su divorcio estaba en trámites, Leslie Moonves comenzó a salir con Julie Chen, reportera del programa de la CBS The Early Show. El 10 de diciembre de 2004, un tribunal finalmente le concedió el divorcio. Sólo 13 días después, en México, se casó con Julie Chen. El 24 de septiembre de 2009, Chen dio a luz un hijo, Charlie.
Moonves reside en Beverly Hills, California, en una casa que compró a su antiguo compañero de trabajo Andrew Heyward. También posee residencias en la ciudad de Nueva York y Malibu.
Moonves es un sobrino nieto de David Ben-Gurion, ex primer ministro de Israel.